# Фахад Хамад
Фахад Хамад аль-Ямани (араб. فهد حمد يماني‎, 23 ноября 1989, Эр-Рияд) — саудовский футболист, полузащитник клуба «Аль-Фейсали». Выступал в сборной Саудовской Аравии

## Клубная карьера
Фахад Хамад начинал карьеру футболиста в столичном клубе «Аль-Шабаб» из своей родной Джидды. 20 декабря 2009 года он дебютировал в саудовской Про-лиге, выйдя на замену в самой концовке гостевого поединка против «Аль-Вахды». 10 сентября 2011 года он забил свой первый гол в чемпионате, на 90-й минуте укрепив преимущество своей команды в гостевом матче с «Аль-Фейсали».
Летом 2013 года Фахад Хамад на правах аренды перешёл в саудовский «Аль-Таавун», с которым он впоследствии заключил полноценный контракт. Летом 2015 года он стал игроком «Аль-Ахли» из Джидды.

## Карьера в сборной
22 июня 2012 года Фахад Хамад дебютировал в составе сборной Саудовской Аравии в домашней игре Кубка арабских наций 2012 против команды Кувейта, выйдя в основном составе. В том же году он принял участие в Чемпионате Федерации футбола Западной Азии, проходившем в Кувейте.

## Достижения
«Аль-Шабаб»
- Чемпион Саудовской Аравии (1): 2011/12

«Аль-Ахли»
- Чемпион Саудовской Аравии (1): 2015/16
- Обладатель Саудовского кубка чемпионов (1): 2016
- Обладатель Суперкубка Саудовской Аравии (1): 2016